# Michail Herzenstein

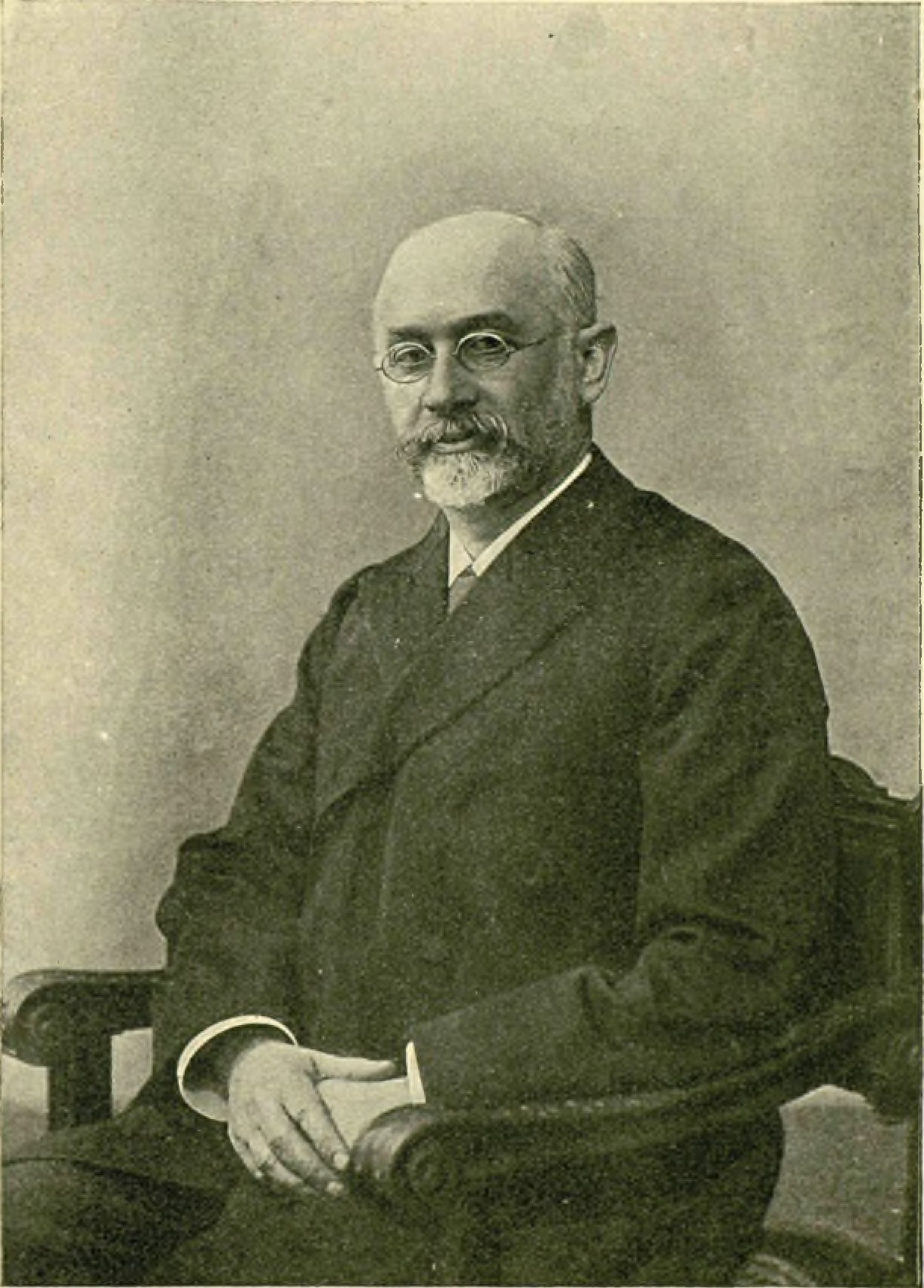
Michail Herzenstein

Michail (Mejer) Jakowlewitsch Herzenstein (russisch Михаил (Меер) Яковлевич Герценштейн; * 18. Apriljul. / 30. April 1859greg. in Wosnessensk, Gouvernement Cherson; † 18. Julijul. / 31. Juli 1906greg. in Terijoki, Großfürstentum Finnland) war ein russischer Wirtschaftswissenschaftler, Hochschullehrer und Publizist.

## Leben
Mejer Herzenstein aus einer wohlhabenden jüdischen Familie schloss 1881 sein Studium an der Juristischen Fakultät der Neurussischen Universität in Odessa ab. Entsprechend seinem Interesse an der Wirtschaftswissenschaft fertigte er bei dem Professor für Politische Ökonomie Alexander Posnikow an der Neurussischen Universität die Kandidat-Dissertation Theorie der Rodbertus-Grundrente an, die er 1882 erfolgreich verteidigte. Zur Vertiefung seines Wissens hörte er Vorlesungen an den Universitäten Berlin und Heidelberg und besuchte Paris und London. Nach seiner Rückkehr erstellte er eine Magister-Dissertation, in der er die Lehren von Rodbertus, Lorenz von Stein und Albert Schäffle grundlegend analysierte. Er verteidigte die Magister-Dissertation erfolgreich und bestand das Magister-Examen. Jedoch verweigerte ihm das Ministerium für Volksbildung die Bestätigung, so dass ihm der Weg zur Professor versperrt blieb. Seine juristischen Fachaufsätze veröffentlichte er in verschiedenen Zeitschriften, insbesondere in den Russkije wedomosti, deren Mitherausgeber Posnikow war. Besonders beeinflusst wurde er durch Henry Georges Buch Progress and Poverty (1879).
1885 bekam Herzenstein auf Empfehlung seines Professors Alexander Tschuprow eine Anstellung vom Bankier Lasar Poljakow in dessen Moskauer Grundbank. Dort wurde er bald ein Experte für Grundkredite und Agrarfinanzierungen und veröffentlichte entsprechende Fachbücher.
1888 trat Herzenstein in die Russisch-Orthodoxe Kirche ein und heiratete Anna Wassiljewna Ptscholkina.
1899 wurde Herzenstein als Rechtsanwalt in Moskau zugelassen. 1903 bestätigte ihm der neue Minister für Volksbildung Grigori Senger seinen Magister-Grad, so dass er jetzt akademisch lehren konnte. Darauf wurde er Privatdozent am Lehrstuhl für Politische Ökonomie der Universität Moskau. 1904 wurde er Professor für Politische Ökonomie und Statistik am Moskauer Landwirtschaftsinstitut. Auch lehrte er bei den 1903 begonnenen Handelskursen.
Nach der Russischen Revolution 1905 wurde Herzenstein Mitglied der Moskauer Stadtduma und Vorsitzender der Finanzkommission und der Immobilienkommission. Er gehörte zur Exekutivkommission der Duma, die mit den Arbeitern über ihren Konflikt mit der Stadtverwaltung verhandelte. Bei der Wahl des Bürgermeisters von Moskau zog er seine Kandidatur zurück. Er wurde Mitglied der Landversammlung des Gouvernements Moskau. Er leitete die Agrarkommission der Konstitutionell-Demokratischen Partei (Kadetten) und brachte seine Position in das Kadetten-Programm ein. Bei der Wahl zur 1. Staatsduma 1906 wurde er von den Kadetten zusammen mit M. F. Saweljew, F. F. Kokoschkin und S. A. Muromzew als Kandidat für die Stadt Moskau nominiert, nachdem ihm Fürst Pawel Dolgorukow seinen Platz überlassen hatte. In der Staatsduma war er Vorsitzender des Hauptunterausschusses der Agrarkommission und Mitglied der Kommissionen für Finanzen, Haushalt und Nahrungsmittelhilfe für die Bevölkerung. In seinen Reden setzte er sich verstärkt für die Interessen der Bauern ein. Seitens der Schwarzhundertern wurde ihm dies als Propaganda für Angriffe von Bauern auf Adelsgüter ausgelegt, so dass er Briefe mit der Androhung von Gewalt erhielt. Darauf schloss er eine Lebensversicherung über 50.000 Rubel bei der Versicherungsgesellschaft New York ab.
Nach der Auflösung der Staatsduma im Juni 1906 zog Herzenstein sich ins Großfürstentum Finnland zurück. Im Juli nahm er in Terijoki am Treffen der Kadetten und der Trudowiki teil. In Wyborg unterschrieb er mit 180 Staatsduma-Abgeordneten das Wyborger Manifest. Nach Einleitung eines Verfahrens gegen alle Unterzeichner des Appells kehrte er nach St. Petersburg zurück. Seit Tagen wurde er von einer Gruppe von Schwarzhundertern unter Führung Alexander Kasanzews vom Bund des russischen Volkes verfolgt. An seinem Todestag traf er sich morgens mit seinem Parteifreund W. W. Nabokow und kehrte dann nach Terijoki in seine Datsche zurück. Während seine jüngere Tochter Wera in der Datsche blieb, ging Herzenstein mit seiner Frau Anna Wassiljewna und seiner älteren Tochter Anna am Meer spazieren. Dort wurde er durch Revolverschüsse getötet, während seine Tochter verletzt wurde.
1907 wurde in ähnlicher Weise der Publizist Grigori Iollos ermordet, mit dem Herzenstein seit seiner Gymnasiumszeit befreundet war. In der Zeitschrift Russkoje Snamja des Bundes des russischen Volkes wurden diese Ermordungen von Juden bejubelt und festgestellt, dass dies durch "wahre Russen" mit Kenntnis der Behörden geschehen sei. Neben den Ermittlungen der finnischen Polizei und russischen Staatsanwaltschaft beteiligten sich an der Aufklärung der Fälle der Historiker Alexander Braudo und der US-amerikanische Journalist Herman Bernstein. In mehreren Prozessen wurden einige an den Anschlägen beteiligte Mitglieder des Bundes des russischen Volkes verurteilt.